# Léon Barracand
Léon Henri Barracand (* 2. Mai 1840 in Romans-sur-Isère, Département Drôme; † 4. November 1919) war ein französischer Schriftsteller.
Barracand benützte für einige seiner literarischen Arbeiten das Pseudonym „Léon Grandet“. Er war befreundet mit Catulle Mendès und Auguste de Villiers de L’Isle-Adam und kam dadurch auch mit anderen Parnassiens zusammen.
Alphonse Lemerre nach auch einige Gedichte in die später berühmt gewordene Anthologie Le Parnasse contemporain mit auf. Heute zählt man Barracand zum Umfeld dieser literarischen Vereinigung.
Barracand nahm am Deutsch-Französischen Krieg teil. Nach Kriegsende arbeitete er einige Zeit in der Verwaltung und zwischen 1874 und 1876 hatte er das Amt des Bürgermeisters in seiner Vaterstadt inne.

## Werke (Auswahl)
Belletristik
- Le bonheur au village. Charavay, Paris s. a.
- Donatiel. Poème. Faure, Paris 1866 (unter dem Pseudonym „Léon Grandet“).
- Gul. Poème. Lemerre, Paris 1870 (unter dem Pseudonym „Léon Grandet“).
- Les hésitations de Mme Planard. Plon, Nourit & Co., Paris 1886.
- Hilaire Gervais. Histoire d'un enfant. Charavay, Paris um 1900.
- Le manuscrit du sous-lieutenant. Plon, Nourit & Co., Paris 1887.
- Servienne. Histoire d'une servante. Charavay, Paris 1886.
- Trahisons. Roman passionel. Havard, Paris 1891.
- Un village au XIIe siècle et au XIXe siècle. Récit comparatif des mœurs du moyen-âge et des mœurs modernes. Megariotis. Genf 1977 (Nachdr. d. Ausg. Paris 1882).

Sachbücher
- L'Épée brisée. Plon, Paris 1904.
- L'invasion, 4 août 1870–16. septembre 1873. Lemerre, Paris 1902 (Illustriert von Paul Leroy).
- La rançon de la gloire. Maison de la bonne presse, Paris 1903.